# Médaille Jackson-Gwilt
La médaille Jackson-Gwilt a été remise plus de quarante fois depuis sa création en 1897. Décernée par la Royal Astronomical Society (RAS), elle est attribuée afin de récompenser l'invention ou le perfectionnement d'instrumentations ou de techniques liés à l'astronomie, une ou des recherches significatives dans ce domaine, comptant pour l'histoire de la discipline, ou encore des observations astronomiques importantes.
La médaille est ainsi nommée en l'honneur d'Hannah Jackson, née Gwilt.

## Lauréats
- 1897 : Lewis A. Swift
- 1902 : Thomas David Anderson
- 1905 : John Tebbutt
- 1909 : Philibert Jacques Melotte
- 1913 : Thomas Henry Espinell Compton Espin (en)
- 1918 : T. E. R. Phillips (en)
- 1923 : A. Stanley Williams (en) et William Sadler Franks (en)
- 1928 : William Reid et William Herbert Steavenson (en)
- 1931 : Clyde William Tombaugh
- 1935 : Walter Frederick Gale
- 1938 : Frederick J. Hargreaves (en) et Percy Mayow Ryves
- 1942 : Reginald Lawson Waterfield (en)
- 1946 : Harold William Newton
- 1949 : Algernon Montagu Newbegin
- 1953 : John Philip Manning Prentice
- 1956 : R. P. de Kock
- 1960 : F. M. Bateson (en) et Albert F. A. L. Jones
- 1963 : George Eric Deacon Alcock
- 1968 : John Guy Porter
- 1971 : Alan William James Cousins (en)
- 1974 : Geoffrey Perry (en)
- 1977 : Patrick Moore
- 1980 : Roger Griffin
- 1983 : Grote Reber
- 1986 : David Malin (en)
- 1989 : Richard Edwin Hills
- 1992 : Richard Stephenson
- 1995 : Janet Akyüz Mattei
- 1998 : Alexander Boksenberg
- 2001 : John E. Baldwin (en)
- 2004 : Pat Wallace
- 2006 : Keith Taylor
- 2008 : Stephen Shectman
- 2009 : Peter Ade
- 2010 : Craig D. Mackay (en)
- 2011 : Matt Griffin
- 2012 : Joss Bland-Hawthorn
- 2013 : Vikram S. Dhillon
- 2014 : George W. Fraser
- 2015 : Allan Chapman[1]
- 2016 : Bruce Swinyard[2]
- 2017 : Ian Parry
- 2018 : W. Holland
- 2019 : Anna Scaife
- 2020 : Roland Bacon[3]